# Agroquímico

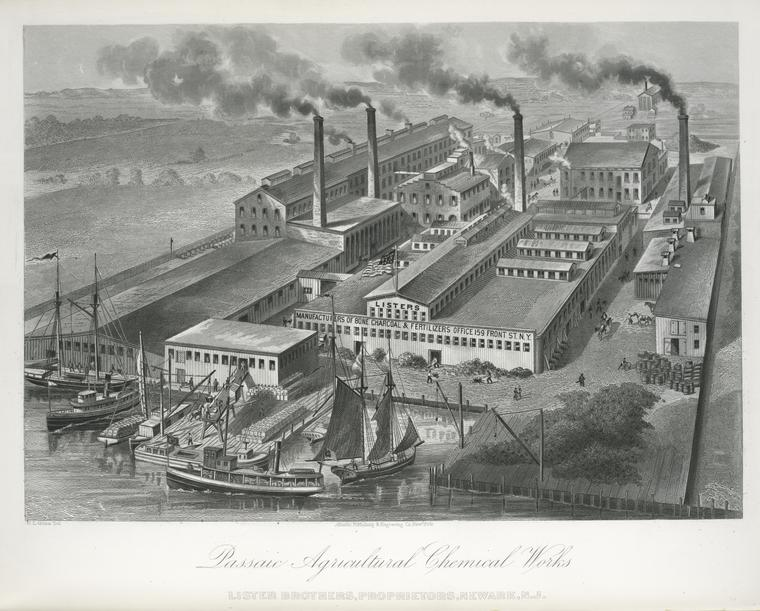
O Passaic Agricultural Chemical Works em Newark, Nova Jersey, 1876

Um agroquímico é um produto químico usado na agricultura. Na maioria dos casos, agroquímicos se referem a pesticidas, incluindo inseticidas, herbicidas, fungicidas e nematicidas. Também pode incluir fertilizantes sintéticos, hormônios e outros agentes químicos de crescimento e estoques concentrados de esterco animal bruto.

## Categorias

### Ação biológica
Na maioria dos casos, os agroquímicos referem-se a pesticidas.
- Pesticidas
  - Inseticidas
  - Herbicidas
  - Fungicidas
  - Algicidas
  - Rodenticidas
  - Moluscicidas
  - Nematicidas
- Fertilizantes
- Condicionadores de solo
- Agentes calcários e acidificantes
- Reguladores de crescimento de plantas

### Método de aplicação
- Fumigantes
- Penetrante

## História
Os sumérios de 4.500 anos atrás diziam usar inseticidas na forma de compostos de enxofre. Além disso, os chineses de cerca de 3200 anos atrás usavam compostos de mercúrio e arsênico para controlar os piolhos do corpo.
Agroquímicos foram introduzidos para proteger as plantações de pragas e aumentar o rendimento das plantações. Os agroquímicos mais comuns incluem pesticidas e fertilizantes. Os fertilizantes químicos na década de 1960 foram responsáveis pelo início da Revolução Verde, onde o uso da mesma superfície de terra com irrigação intensiva e fertilizantes minerais como nitrogênio, fósforo e potássio aumentou muito a produção de alimentos. Ao longo da década de 1970 até a década de 1980, a pesquisa de pesticidas continuou a produzir agroquímicos mais seletivos.

## Empresas
A Syngenta, de propriedade chinesa, era a líder mundial em vendas de agroquímicos em 2013 com cerca de 10,9 bilhões de dólares, seguida pela Bayer CropScience, BASF, Dow AgroSciences, Monsanto e depois pela DuPont com 3,6 bilhões de dólares. Com base em estatísticas da statistica, em 2019, o mercado de agroquímicos em todo o mundo valia aproximadamente 234,2 bilhões de dólares. Espera-se que isso aumente para mais de 300 bilhões de dólares em 2025.